# Рутья
Ру́тья (эст. Rutja) — деревня в северной Эстонии, в волости Хальяла уезда Ляэне-Вирумаа.
До административной реформы местных самоуправлений Эстонии 2017 года входила в состав волости Вихула.

## Географическое положение
Расположена на побережье Финского залива и на западном берегу реки Селья. Граничит с деревней Карепа на востоке. В Рутья красивая природа — пляжи и сосновые леса.

## История
Впервые упомянута в 1489 году.
В Рутья расположен неиспользуемый сегодня советский аэродром.

## Известные уроженцы
- Арне Каазик[эст.] — фотограф[4].